# Liste der denkmalgeschützten Objekte in Allhaming
Die Liste der denkmalgeschützten Objekte in Allhaming enthält die denkmalgeschützten, unbeweglichen Objekte der Gemeinde Allhaming in Oberösterreich (Bezirk Linz-Land).

## Denkmäler
| Foto |                 | Denkmal                                                                         | Standort                                 | Beschreibung | Metadaten |
| ---- | --------------- | ------------------------------------------------------------------------------- | ---------------------------------------- | --- | --- |
| ja   | Datei hochladen | Pfarrhof HERIS-ID: 18815 Objekt-ID: 15110                                       | Allhaming 1 Standort KG: Allhaming       | | BDA-Hist.: Q37845985 Status: § 2a Stand der BDA-Liste: 2025-06-30 Name: Pfarrhof GstNr.: 102                                                               |
| ja   | Datei hochladen | Kath. Pfarrkirche hl. Georg und ehem. Friedhof HERIS-ID: 18816 Objekt-ID: 15111 | neben Allhaming 4 Standort KG: Allhaming | Diese Kirche wurde 1488 erbaut und dem hl. Georg geweiht. Seit der josephinischen Kirchenreform ist Allhaming eine eigene Pfarre. Die Julianabergkirche in Neuhofen wurde 1786 abgebrochen, die Glocken und die Orgel brachte man nach Allhaming. Seit 1855 verfügt die Pfarrkirche auch über eine zweite Orgel. | BDA-Hist.: Q21606713 Status: § 2a Stand der BDA-Liste: 2025-06-30 Name: Kath. Pfarrkirche hl. Georg und ehem. Friedhof GstNr.: 100 Sankt Georg (Allhaming) |
| ja   | Datei hochladen | Volksschule und Kindergarten HERIS-ID: 86272 Objekt-ID: 100558                  | Allhaming 38 Standort KG: Allhaming      | | BDA-Hist.: Q37715056 Status: § 2a Stand der BDA-Liste: 2025-06-30 Name: Volksschule und Kindergarten GstNr.: 29                                            |